# Ściborki
Ściborki (Duits: Stobrigkehlen; 1938-1945: Stillheide) is een dorp in de Poolse woiwodschap Ermland-Mazurië, in het District Powiat Goldapski. Voor 1945 lag het in Duitsland. De plaats maakt deel uit van de landgemeente Banie Maurskie ligt 6 kilometer ten noorden van Banie Mazurskie, 18 kilometer ten westen van Goldap en 116 kilometer ten noordoosten van Olsztyn. Ściborki heeft 120 inwoners.